# 浅内駅
浅内駅（あさないえき）は、かつて岩手県下閉伊郡岩泉町浅内字小森に存在した、東日本旅客鉄道（JR東日本）岩泉線の駅である。同線の廃線に伴い、2014年（平成26年）4月1日に廃止（廃駅）となった。

## 歴史
開業から1972年（昭和47年）2月5日までは当線の終着駅であり、岩泉町市街への国鉄バスが発着するなど、賑わいを見せた。

### 年表
- 1957年（昭和32年）5月16日：日本国有鉄道（国鉄）小本線の宇津野駅（廃止） - 当駅間延伸に伴い、開業[1]。
- 1972年（昭和47年）2月6日：当駅 - 岩泉駅間延伸。線路名称が小本線から岩泉線に変更される[1]。
- 1982年（昭和57年）11月15日：貨物の取扱を廃止[3]。
- 1984年（昭和59年）2月1日：荷物扱い廃止[3]。
- 1986年（昭和61年）3月3日：無人化[2]、茂市駅長管理下となる[1]。
- 1987年（昭和62年）4月1日：国鉄分割民営化により、東日本旅客鉄道（JR東日本）の駅となる[3]。
- 2010年（平成22年）
  - 7月31日：災害により、岩泉線が不通となる。
  - 8月2日：代行バスによる代替輸送開始。
- 2014年（平成26年）4月1日：岩泉線の全線廃止に伴い、廃駅となる[4][5]。

## 駅構造
単式ホーム1面1線を有する地上駅であり、以前は交換設備を備えていた。茂市駅管理の無人駅で、旅客のみを扱っていた。かつては駅員が配置され、貨物も取り扱う一般駅であった。また、構内には給水塔が残っている。木造の駅舎が残る。

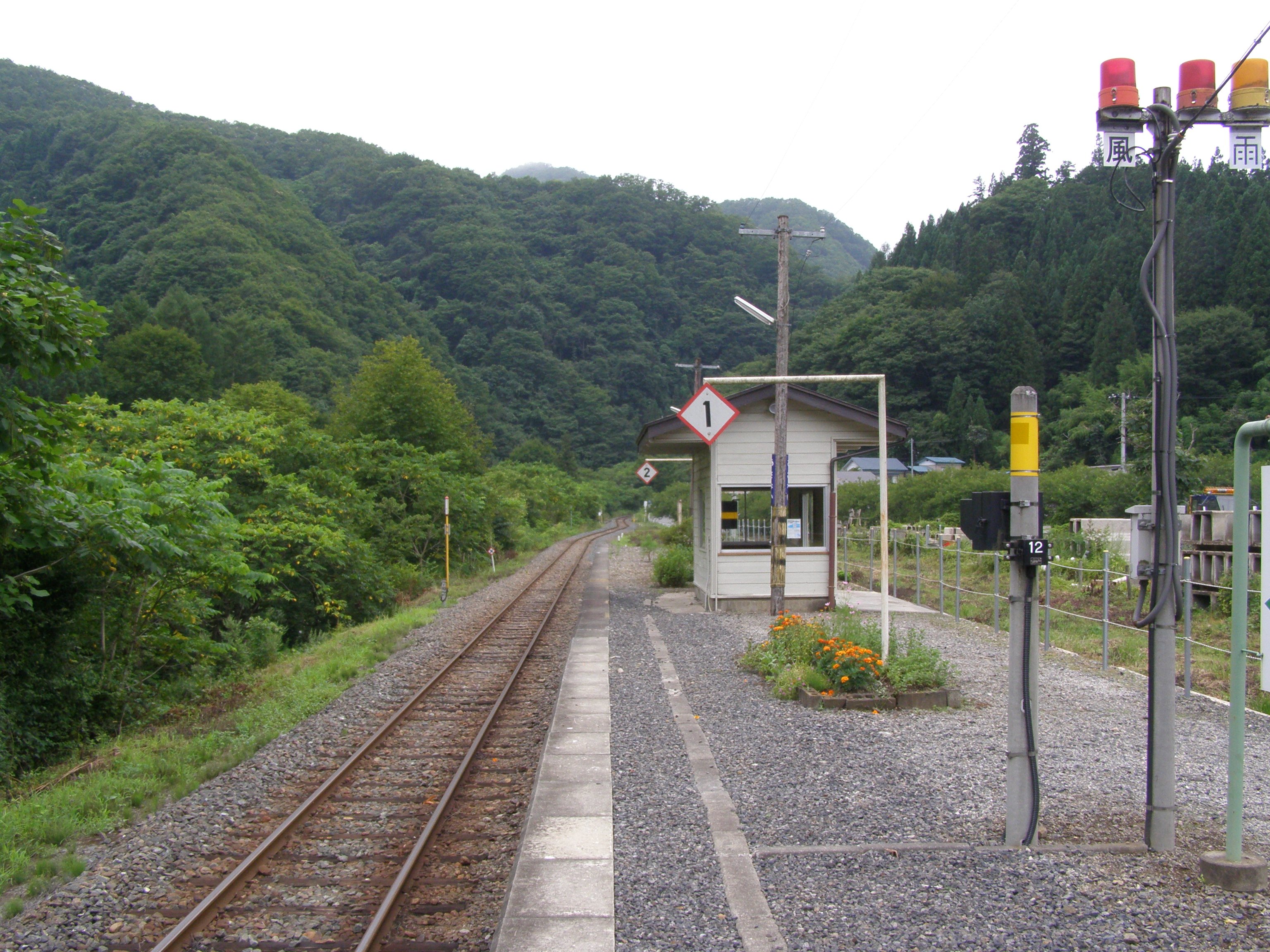
ホーム（2007年8月）
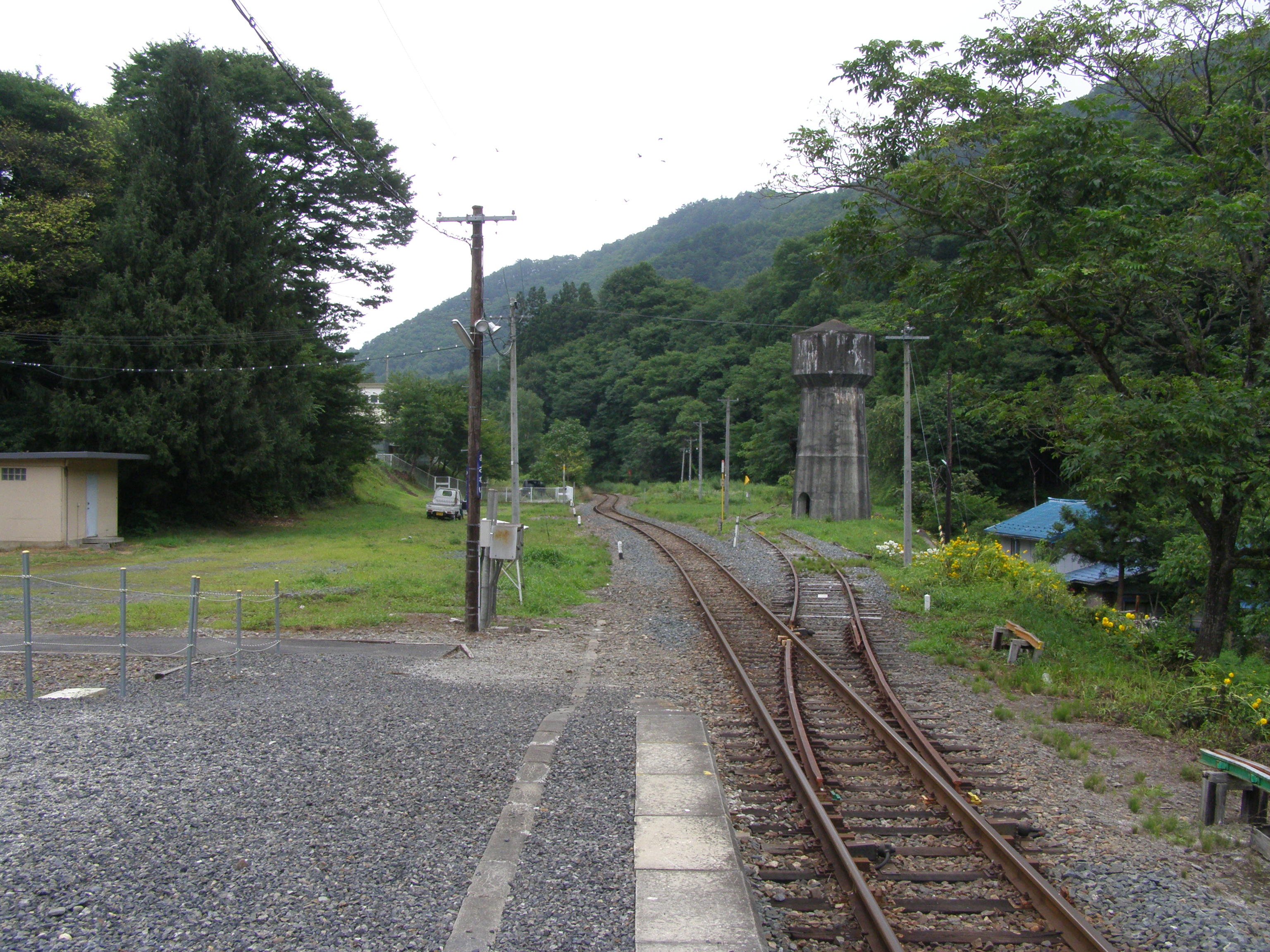
構内には給水塔が残っていた

## 駅周辺
- 岩泉町立浅内小学校（2019年廃校）
- 岩手浅内簡易郵便局
- 浅内発電所
- 国道340号
- 国道455号
- 浅内バス停
  - 岩泉町民バス 国境・上荒沢口線（一部のみ経由）、大川・釜津田線
  - 東日本交通 岩泉茂市線（岩泉線廃止代替バス）

## 隣の駅
東日本旅客鉄道（JR東日本）
■岩泉線
岩手大川駅 - 浅内駅 - 二升石駅